# Chilo (fisiologia)

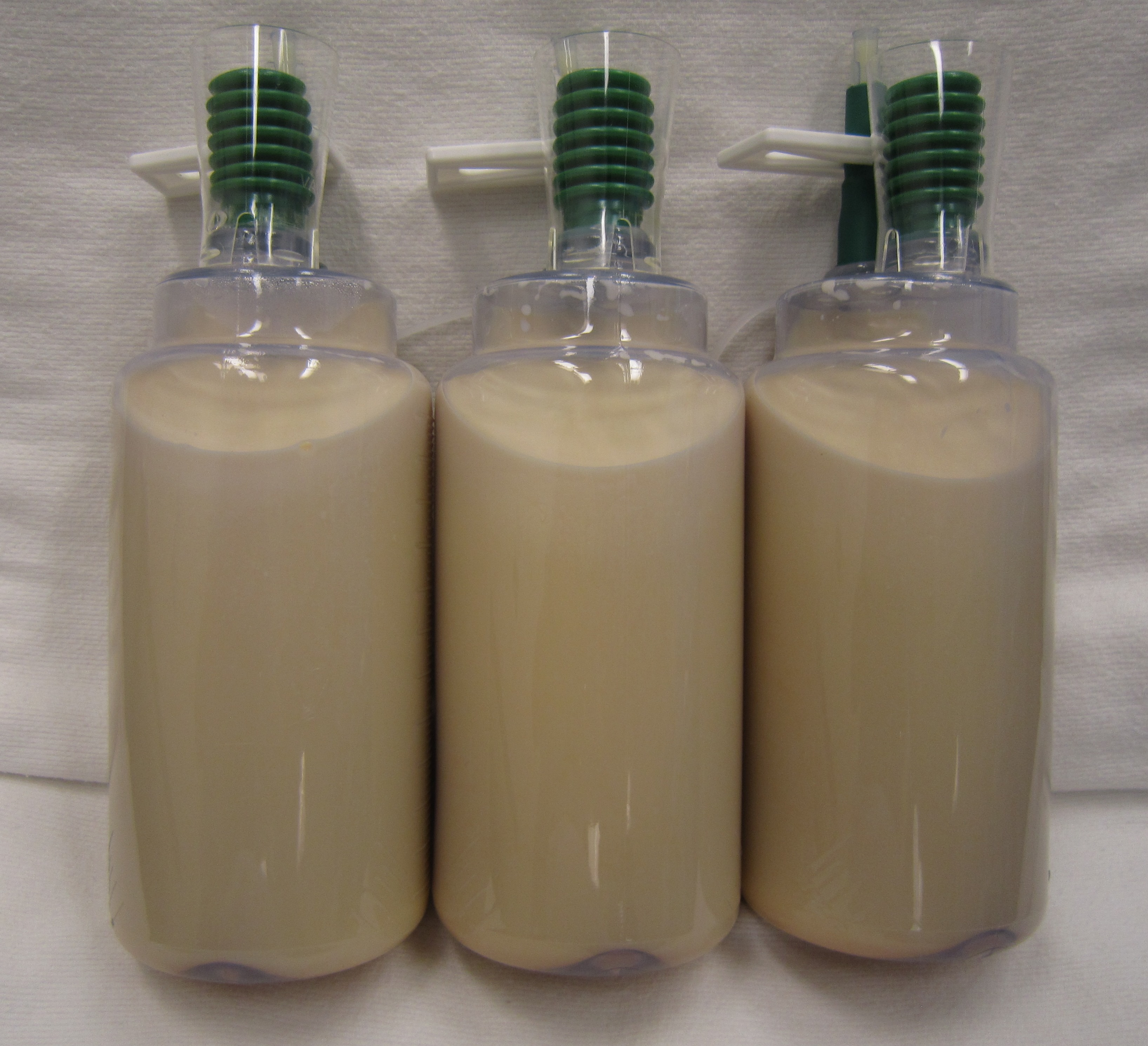
Tre bottiglie di chilo drenato da un chilotorace

Il chilo, in fisiologia umana, è il liquido lattiginoso raccolto dai vasi chiliferi nell'intestino tenue, contenente chilomicroni, durante l'assorbimento intestinale delle sostanze nutritive. 
Il chilo viene prodotto a partire dal chimo; quest'ultimo, generato nello stomaco, subisce l'azione combinata del succo pancreatico, del succo intestinale e della bile, che neutralizzano la sua acidità trasformandolo in chimo basico; si trasforma quindi in chilo nella fase enterica della digestione.
Il chilo contiene, in soluzione, piccole molecole che possono attraversare la parete intestinale.